# Grzegorz Rzeczkowski
Grzegorz Rzeczkowski – polski dziennikarz i pisarz literatury faktu.

## Życiorys
Ukończył socjologię i europeistykę na Uniwersytecie Jagiellońskim. Pracował jako dziennikarz w „Polityce” (od 2009 do początku 2012), a w latach 2013-2018 był redaktorem naczelnym portalu Polityka.pl. Pracował w „Gazecie Wyborczej” i „Przekroju”, oraz jako zastępca szefa działu kraj w „Dzienniku”. W latach 2022–2024 współpracował z tygodnikiem „Newsweek Polska”.
Autor serii artykułów na temat rosyjskich śladów w aferze podsłuchowej, opublikowanych na łamach „Polityki” w latach 2018–2019. Autor książek opisujących wydarzenia z polskiej współczesnej polityki.
W 2024 został dyrektorem Centrum Badań nad Dezinformacją w Collegium Civitas.

## Nagrody
- 2009 – nominowany do nagrody Grand Press w kategorii dziennikarstwo śledcze za cykl artykułów na temat KRUS
- 2018 – nominowany do nagrody Nagrody Radia ZET im. Andrzeja Woyciechowskiego

## Twórczość
- 2019 – Obcym alfabetem. Jak ludzie Kremla i PiS zagrali podsłuchami (Wydawnictwo Arbitror)[6]
- 2020 – Katastrofa posmoleńska. Kto rozbił Polskę (Wydawnictwo Tarcza)[7]
- 2022 – Kłamstwo smoleńskie? Cała prawda nie tylko o katastrofie (Wydawnictwo Znak)[8]
- 2024 – Szpiedzy Putina. Jak ludzie Kremla opanowują Polskę (Wydawnictwo: W.A.B.)[8]